# アルネ・ハルセ

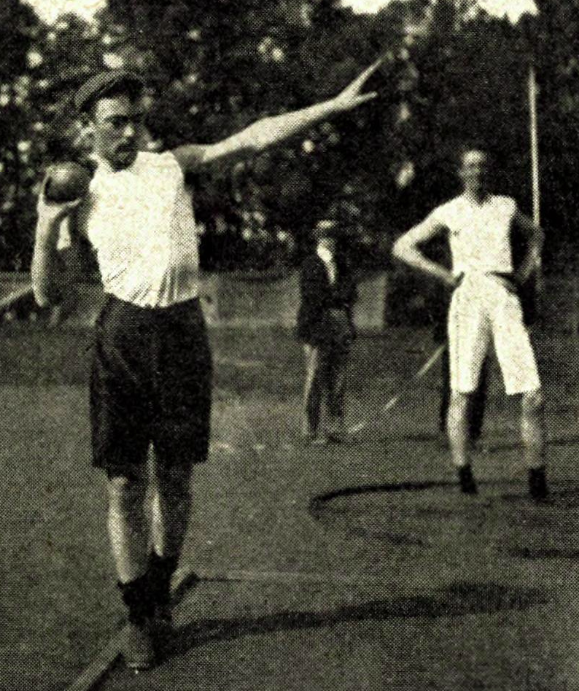
砲丸投を行うハルセ

アルネ・ハルセ (Arne Halse、1887年10月20日 - 1975年7月3日)は、ノルウェーのトロンハイム出身の陸上競技選手。やり投の選手として1908年ロンドンオリンピックに出場。この大会では通常のやり投とともに、やり投の自由形という競技が行われ、ハルセは通常のやり投で銀メダルを獲得。自由形では銅メダルを獲得した。さらに砲丸投にも出場したが5位に終わっている。 
ハルセは1912年ストックホルムオリンピックにも出場した。この大会では通常のやり投とともに、左右両手による投てきという競技が行われ、通常のやり投では7位、両手投げでは5位という結果を残している。